# هاري بي. كومبز
هاري بي. كومبز (بالإنجليزية: Harry B. Combs)‏ هو مؤرخ وطيار أمريكي، ولد في 27 يناير 1913، وتوفي في 23 ديسمبر 2003.